# Guillermo Chavasco
Guillermo Chavasco, vollständiger Name Guillermo Rafael Chavasco Martínez, (* 9. Juli 1991 in Soriano) ist ein uruguayischer Fußballspieler.

## Karriere
Der 1,73 Meter große Mittelfeldakteur Chavasco gehörte zu Beginn seiner Karriere von 2009 bis Februar 2012 dem Danubio FC und dort vorwiegend der Reservemannschaft (Formativas) an. Er kam jedoch in der Saison 2008/09 auch zu einem Einsatz (kein Tor) in der Primera División. In der Clausura 2012 war er auf Leihbasis für Sud América aktiv und traf bei zehn Einsätzen in der Segunda División einmal ins gegnerische Tor. Ende Juli 2012 verpflichtete ihn Juventud. Beim Klub aus Las Piedras bestritt er saisonübergreifend 17 Erstligaspiele (kein Tor). Im Februar 2014 wechselte er zum Club Oriental de Football. Anfang März 2015 wurde er an Villa Española ausgeliehen. In der Clausura 2015 kam er dort zu fünf persönlich torlosen Einsätzen in der zweithöchsten uruguayischen Spielklasse. Im August 2015 schloss Chavasco sich ebenfalls im Rahmen eines Leihgeschäfts dem nicaraguanischen Klub Managua FC an, für den er acht Treffer bei 15 Einsätzen in der Primera División erzielte. Im Januar 2016 wechselte er – wiederum leihweise – zu Universidad de San Carlos nach Guatemala. Bei den Guatemalteken absolvierte er 20 Erstligaspiele und schoss ein Tor. Seit Februar 2017 steht er wieder in Reihen des Club Oriental de Football.